# Kettős könyvelés
A kettős könyvelés (más szóval kettős könyvvezetés) a gazdálkodó eszközeiről és azok forrásairól, valamint a bennük bekövetkezett változásokról vezetett, a valóságnak megfelelő, folyamatos, áttekinthető nyilvántartás. Legrégebbi fennmaradt példája egy 1340-es genovai lajstromban található.
A kettős könyvelés esetén valamennyi gazdasági eseményt két számlán és kétféle rendszerben (idősoros elszámolás és számlasoros elszámolás) rögzítünk. Minden eszköznek és forrásnak külön nyilvántartása van (főkönyvi számla), és az őket érintő gazdasági eseményeket ezeken a számlákon rögzítjük. Minden gazdasági esemény érinti valamely számla „Tartozik” (T) és valamely számla „Követel” (K) oldalát. Ezzel a módszerrel a számítási vagy rögzítési hibákat ki lehet szűrni.
A gazdasági eseményeket abból a szempontból vizsgálja meg, hogy milyen hatással vannak a vállalkozás mérlegére. Ebből a szempontból négyféle gazdasági eseményt különböztetünk meg:
Tőkebevonásvalamely eszköz növekedésével egyidejűleg egy forrás nő, s ezáltal a mérleg főösszege is nő.
Például Alkatrészvásárlás későbbi fizetéssel, T 2. Készletek – K 4. Szállítók
Tőkekivonásvalamely eszköz csökkenésével egyidejűleg egy forrás csökken, így a mérleg főösszege is csökken.
Például Szállító kifizetése, T 4. Szállítók – K 3. Pénzeszközök
Eszközkörforgásvalamely eszköz növekedésével egyidejűleg egy másik eszköz csökken, az eszközök összetétele változik, a mérleg főösszege változatlan marad.
Például Gépvásárlás készpénzzel, T 1. Tárgyi eszközök – K 3. Pénzeszközök
Forráskörforgásvalamely forrás növekedésével egyidejűleg egy másik forrás csökken, a források összetétele változik meg, a mérleg főösszege változatlan marad.
Például az Adózott eredmény átvezetése, T 4. Adózott eredmény – K 4. Eredménytartalék
A kettős könyvvitel eredményszemléletű. Az eredményszemlélet azt jelenti, hogy a felmerült költségeknek ahhoz az időszakhoz kell kapcsolódniuk, amikor gazdaságilag felmerültek, függetlenül a pénzügyi realizálástól.